# Бизнес-модели открытого программного обеспечения
Существуют разные бизнес-модели для получения прибыли, используя открытое программное обеспечение.
Открытое программное обеспечение может быть продано и использовано в коммерческих целях. Финансовые поступления от открытого программного обеспечения чаще всего поступают от различных видов платных услуг, таких как обучение или техническая поддержка, чем от самой продажи ПО. Использование двойного лицензирования позволяет продавать ПО под отдельными условиями лицензирования, которое идёт под лицензией открытого программного обеспечения. Клиенты могут пользоваться данным программным продуктом бесплатно или же приобрести коммерческую версию.
Более того, клиенты могут пользоваться новыми продуктами и узнавать о дополнительных бесплатных предложениях, но для работы использовать платные версии которые включают техническую поддержку и другие сервисы.
Некоторые компании представляют последние версии только для коммерческого пользования. Разработчики добавляют модули, плагины или аддоны к открытому ПО. SourceForge, к примеру, разрешает проектам принимать пожертвования от пользователей. Также пользователи могут объединиться и собрать деньги для добавления какой-нибудь функциональности в проекте.
Другие финансовые схемы включают в себя партнёрства с другими компаниями. Иногда некоторые коммерческие версии программ могут быть проданы и в дальнейшем стать бесплатными.
Также существуют платные подписки.

## Примеры
- Adobe Systems предлагает Flex бесплатно, но в то же время продаёт Flash Builder IDE.
- Canonical предлагает Ubuntu бесплатно, но также продаёт коммерческую техническую поддержку.
- Francisco Burzi распространяет PHP-Nuke бесплатно, но последнюю версию продукта продаёт.
- Mozilla Foundation имеет соглашение по строке поиска из браузера с Google и другими поисковыми системами.
- MySQL распространяется бесплатно, но также имеет Enterprise версию, которая включает в себя техническую поддержку и другие дополнительные функции.
- Zend Technologies предлагает Zend Server CE и Zend Framework бесплатно, но продаёт Zend Server с включённой поддержкой и другими дополнительными возможностями.